# Malmö FF 2018
Malmö FF 2018 är Malmö FF:s 109:e säsong, deras 83:e i Allsvenskan och deras 18:e raka säsong i ligan.
Malmö FF är regerande svenska mästare efter att ha vunnit Allsvenskan 2017. Under 2018 deltar Malmö FF i Allsvenskan 2018, gruppspelet i Svenska cupen 2017/2018, kval till Uefa Champions League 2018/2019, samt under hösten, andra omgången i Svenska cupen 2018/2019.
Efter att avtalet mellan Malmö FF och Swedbank angående namnrättigheterna för MFF:s hemmaarena gått ut vid årsskiftet gick klubben den 15 januari ut med att arenan tills vidare kommer att kallas Stadion (i väntan på en eventuell ny namnpartner).
Den 24 januari kom nästa nyhet angående avtal och ekonomi för Malmö FF. Klubben skrev då under ett avtal över tre år med telekomföretaget Tillmobil, som innebär att Tillmobils logotyp kommer att tryckas på ryggen på MFF:s matchtröjor vid spel i Allsvenskan, samt vid försäljning. Den 7 meddelades det att ett liknande avtal över tre år skrivits med TicTac Interactive med skillnaden att deras logotyp kommer att tryckas på ärmen istället för ryggen.
När Malmö FF:s årsredovisning för 2017 presenterades den 16 februari så var det ett positivt ekonomiskt resultat som kommunicerades. Det positiva resultatet landade på 0,1 miljoner (närmare bestämt 85 000) SEK efter skatt.
Efter en period i april-maj med 5 förluster på 7 matcher så valde Malmö FF den 14 maj att sparka tränaren Magnus Pehrsson. Samtidigt meddelade man att sportchefen Daniel Andersson tar över som tränare månaden ut, det vill säga fram till sommaruppehållet.
Sammanfattningsvis var Malmö FF:s vårsäsong en besvikelse. Laget låg på en 10:e-plats i Allsvenskan och hade förlorat cupfinalen mot Djurgården med 3-0. När sommaruppehållet inleddes kunde dock klubben presentera två spännande nyheter inför fortsättningen. Publikfavoriten Anders Christiansen, som lämnade klubben i vintras, blev klar för en återkomst i Malmö, och tre dagar senare presenterades MFF:s nye tränare. 49-årige tysken Uwe Rösler, med ett förlutet som tränare i Norge och England, hade skrivit på till och med säsongen 2020.
Under sommaruppehållet, närmare bestämt den 12 juni, meddelade klubben också att man hade avskedat spelaren Kingsley Sarfo, som den senaste tiden varit avstängd från klubben, med omedelbar verkan. Detta efter att han några dagar tidigare hade blivit dömd till ett långvarigt fängelsestraff.

## Försäsongen
Malmö FF:s spelartrupp inledde säsongen 2018 den 8 januari då årets första träningspass var inbokat. Därefter spelade man två träningsmatcher, som resulterade i två segrar och två hållna nollor, innan laget åkte på träningsläger till Bradenton, Florida den 29 januari - 9 februari. Väl där spelade man två matcher mot lag från den nordamerikanska proffsligan Major League Soccer, som också de resulterade i två segrar.
Några dagar innan Malmö FF:s cupmatch mot Gefle IF den 25 februari så planerade klubben in en träningsmatch mot danska FC Roskilde, en match som skulle spelas bara två dagar efter cupmatchen. I matchen, som slutade 2-2, luftade man flera reserver i A-laget, samt flera U19-spelare. Hela åtta U19-spelare gjorde A-lagsdebut, varav en (Noel Hansson) stod för 1-0-målet.
Veckan efter, några dagar innan Malmö FF:s avslutande gruppspelsmatch i Svenska cupen mot BP den 4 mars, planerade klubben in ytterligare en träningsmatch, denna gång mot FC Nordsjælland. Även denna skulle spelas två dagar efter den senaste cupmatchen och i samma syfte - att ge speltid till de spelare som inte fick starta i cupmatchen. Matchen slutade 2-2 efter att Markus Rosenberg gjort båda MFF:s mål och därmed totalt 101 mål i MFF-tröjan.
Efter sommaruppehållet planerades det in två nya träningsmatcher för att få igång laget efter den så viktiga fortsättningen. Den 20 juni ställdes man mot norska Molde FK och den 29 juni mot danska nyblivna mästarna FC Midtjylland, i något som också blev de två första matcherna med den nye tränaren Uwe Rösler i spetsen. Matcherna slutade i vinst mot Molde och förlust mot Midtjylland.

### Träningsmatcher
| TM          | 20 januari 2018 | Malmö FF            | 1 – 0           | Fremad Amager | Malmö IP                                        |                                                 |
| 13:00 UTC+1 | 13:00 UTC+1     | Teddy Bergqvist 83′ | (0 – 0) Rapport |               | Malmö Publik: 2 771 Domare: Kristoffer Karlsson | Malmö Publik: 2 771 Domare: Kristoffer Karlsson |
| 13:00 UTC+1 | 13:00 UTC+1     |                     |                 |               | Malmö Publik: 2 771 Domare: Kristoffer Karlsson | Malmö Publik: 2 771 Domare: Kristoffer Karlsson |
| 13:00 UTC+1 | 13:00 UTC+1     |                     |                 |               | Malmö Publik: 2 771 Domare: Kristoffer Karlsson | Malmö Publik: 2 771 Domare: Kristoffer Karlsson |

| TM          | 26 januari 2018 | Malmö FF                                                                    | 4 – 0           | Flora | Malmö IP                                   |                                            |
| 19:00 UTC+1 | 19:00 UTC+1     | 6′ (sjm.) Alexander Jeremejeff 8′ Carlos Strandberg 16′ Teddy Bergqvist 74′ | (3 – 0) Rapport |       | Malmö Publik: 1 527 Domare: Kaspar Sjöberg | Malmö Publik: 1 527 Domare: Kaspar Sjöberg |
| 19:00 UTC+1 | 19:00 UTC+1     |                                                                             |                 |       | Malmö Publik: 1 527 Domare: Kaspar Sjöberg | Malmö Publik: 1 527 Domare: Kaspar Sjöberg |
| 19:00 UTC+1 | 19:00 UTC+1     |                                                                             |                 |       | Malmö Publik: 1 527 Domare: Kaspar Sjöberg | Malmö Publik: 1 527 Domare: Kaspar Sjöberg |

| TM          | 3 februari 2018 | New England Revolution | 0 – 1           | Malmö FF              | IMG Academy             |                         |
| 14:30 UTC−5 | 14:30 UTC−5     |                        | (0 – 0) Rapport | 57′ Carlos Strandberg | Bradenton, Florida, USA | Bradenton, Florida, USA |
| 14:30 UTC−5 | 14:30 UTC−5     |                        |                 |                       | Bradenton, Florida, USA | Bradenton, Florida, USA |
| 14:30 UTC−5 | 14:30 UTC−5     |                        |                 |                       | Bradenton, Florida, USA | Bradenton, Florida, USA |

| TM          | 8 februari 2018 | DC United           | 1 – 2           | Malmö FF                   | IMG Academy             |                         |
| 14:30 UTC−5 | 14:30 UTC−5     | Darren Mattocks 56′ | (0 – 0) Rapport | 85′, 87′ Carlos Strandberg | Bradenton, Florida, USA | Bradenton, Florida, USA |
| 14:30 UTC−5 | 14:30 UTC−5     |                     |                 |                            | Bradenton, Florida, USA | Bradenton, Florida, USA |
| 14:30 UTC−5 | 14:30 UTC−5     |                     |                 |                            | Bradenton, Florida, USA | Bradenton, Florida, USA |

| TM          | 27 februari 2018 | Malmö FF                            | 2 – 2           | FC Roskilde                               | Stadionområdet                      |                                     |
| 14:30 UTC+1 | 14:30 UTC+1      | Noel Hansson 20′ Franz Brorsson 91′ | (1 – 2) Rapport | 30′ Kristian Lindberg 40′ Mikkel Thygesen | Malmö Domare: Christoffer Södergren | Malmö Domare: Christoffer Södergren |
| 14:30 UTC+1 | 14:30 UTC+1      |                                     |                 |                                           | Malmö Domare: Christoffer Södergren | Malmö Domare: Christoffer Södergren |
| 14:30 UTC+1 | 14:30 UTC+1      |                                     |                 |                                           | Malmö Domare: Christoffer Södergren | Malmö Domare: Christoffer Södergren |

| TM          | 6 mars 2018 | Malmö FF                  | 2 – 2           | FC Nordsjælland              | Stadionområdet |       |
| 13:00 UTC+1 | 13:00 UTC+1 | Markus Rosenberg 32′, 74′ | (1 – 2) Rapport | 18′ Ibrahim Sadiq 42′ (sjm.) | Malmö          | Malmö |
| 13:00 UTC+1 | 13:00 UTC+1 |                           |                 |                              | Malmö          | Malmö |
| 13:00 UTC+1 | 13:00 UTC+1 |                           |                 |                              | Malmö          | Malmö |

| TM          | 20 juni 2018 | Malmö FF                                      | 2 – 0           | Molde FK | Stadion           |                   |
| 11:00 UTC+1 | 11:00 UTC+1  | Alexander Jeremejeff 52′ Isak Ssewankambo 79′ | (0 – 0) Rapport |          | Malmö Publik: 792 | Malmö Publik: 792 |
| 11:00 UTC+1 | 11:00 UTC+1  |                                               |                 |          | Malmö Publik: 792 | Malmö Publik: 792 |
| 11:00 UTC+1 | 11:00 UTC+1  |                                               |                 |          | Malmö Publik: 792 | Malmö Publik: 792 |

| TM          | 29 juni 2018 | FC Midtjylland                    | 2 – 1           | Malmö FF             | Vildbjerg Sportcenter |           |
| 15:00 UTC+1 | 15:00 UTC+1  | Bubacarr Sanneh 51′ Tim Sparv 73′ | (0 – 1) Rapport | 42′ Markus Rosenberg | Vildbjerg             | Vildbjerg |
| 15:00 UTC+1 | 15:00 UTC+1  |                                   |                 |                      | Vildbjerg             | Vildbjerg |
| 15:00 UTC+1 | 15:00 UTC+1  |                                   |                 |                      | Vildbjerg             | Vildbjerg |

## Tävlingar

### Överblick
| Tävling                 | Tävlingen inleds        | Tävlingen avslutas        | Går in i runda | Nuvarande runda | Slutgiltig position/runda | Första match    | Sista match     |
| ----------------------- | ----------------------- | ------------------------- | -------------- | --------------- | ------------------------- | --------------- | --------------- |
| Allsvenskan             | 1 april 2018 (Omgång 1) | November 2018 (Omgång 30) | Seriespel      | Seriespel       |                           | 1 april 2018    |                 |
| Svenska cupen 2017/2018 | 6 juni 2017 (Omgång 1)  | 10 maj 2018 (Final)       | Omgång 2       | Slut på tävling | 2:a                       | 23 augusti 2017 | 10 maj 2018     |
| Svenska cupen 2018/2019 | 15 maj 2018 (Omgång 1)  |                           | Omgång 2       | Omgång 2        |                           |                 |                 |
| UEFA Champions League   | 26 juni 2018 (Förkval)  | 1 juni 2019 (Final)       | Kvalomgång 1   | Gruppspel       | Kvalomgång 3              | 10 juli 2018    | 14 augusti 2018 |
| UEFA Europa League      | 28 juni 2018 (Förkval)  | 29 maj 2019 (Final)       | Playoff        | Gruppspel       |                           | 23 augusti 2018 |                 |

### Allsvenskan
Allsvenskan 2018 inleddes för Malmö FF:s del den 2 april 2018 då man gästade IF Elfsborg i Borås. Matchen slutade i vinst (1-2) och förväntningarna var därefter höga inför hemmapremiären mot AIK en vecka senare. Efter 1-1 där mot en förväntad guldkandidat så var många överens om att Malmö FF hade fått en okej start på den Allsvenska säsongen. Men det skulle gå utför. Bortamatchen mot GIF Sundsvall i omgång 3 slutade oavgjort och därefter kom årets första förlust - 3-0 borta mot Djurgårdens IF, i en match där det enda glädjeämnet för Malmö FF var att den nyuppflyttade lärlingen Felix Konstandeliasz, 19 år, gjorde A-lagsdebut i tävlingssammanhang.
Efter att ha vunnit mot bottenlaget IF Brommapojkarna, så följde en period där Malmö FF förlorade fyra av fem tävlingsmatcher, däribland klassikermöte mot IFK Göteborg, Skånederby mot Trelleborg, samt cupfinal mot Djurgården. Detta blev för tungt för klubben som valde att sparka tränaren Magnus Pehrsson och tillfälligt ersätta honom med sportchefen Daniel Andersson.
Daniel Anderssons tre matcher som MFF-tränade slutade i en vinst, en förlust och en oavgjord match. Ett av glädjeämnena var att Hugo Andersson, 19 år, blev nästa spelare för säsongen att göra A-lagsdebut i tävlingssammanhang, genom ett inhopp i vinstmatchen mot BK Häcken.
Efter sommaruppehållet var klubbens nye tränare Uwe Rösler på plats och sedan dess har man inte förlorat en enda match i Allsvenskan.

#### Tabell
| Nr | Lag                   | S  | V  | O  | F  | GM | IM | MS  | P  |
| -- | --------------------- | -- | -- | -- | -- | -- | -- | --- | -- |
| 1  | AIK                   | 30 | 19 | 10 | 1  | 50 | 16 | +34 | 67 |
| 2  | IFK Norrköping        | 30 | 19 | 8  | 3  | 51 | 27 | +24 | 65 |
| 3  | Malmö FF (RM)         | 30 | 17 | 7  | 6  | 57 | 29 | +28 | 58 |
| 4  | Hammarby IF           | 30 | 17 | 7  | 6  | 56 | 35 | +21 | 58 |
| 5  | BK Häcken             | 30 | 16 | 5  | 9  | 58 | 27 | +31 | 53 |
| 6  | Östersunds FK         | 30 | 15 | 4  | 11 | 51 | 39 | +12 | 49 |
| 7  | Djurgårdens IF        | 30 | 13 | 9  | 8  | 40 | 31 | +9  | 48 |
| 8  | GIF Sundsvall         | 30 | 12 | 8  | 10 | 47 | 35 | +12 | 44 |
| 9  | Örebro SK             | 30 | 9  | 8  | 13 | 34 | 40 | −6  | 35 |
| 10 | Kalmar FF             | 30 | 9  | 7  | 14 | 27 | 35 | −8  | 34 |
| 11 | IFK Göteborg          | 30 | 9  | 4  | 17 | 38 | 53 | −15 | 31 |
| 12 | IF Elfsborg           | 30 | 7  | 9  | 14 | 29 | 41 | −12 | 30 |
| 13 | IK Sirius             | 30 | 8  | 6  | 16 | 37 | 61 | −24 | 30 |
| 14 | IF Brommapojkarna (U) | 30 | 8  | 2  | 20 | 25 | 64 | −39 | 26 |
| 15 | Dalkurd FF (U)        | 30 | 6  | 6  | 18 | 30 | 57 | −27 | 24 |
| 16 | Trelleborgs FF (U)    | 30 | 3  | 6  | 21 | 24 | 64 | −40 | 15 |

#### Matcher
| 1           | 2 april 2018 | IF Elfsborg        | 1 – 2           | Malmö FF                                       | Borås Arena                                |                                            |
| 17:30 UTC+1 | 17:30 UTC+1  | Viktor Prodell 17′ | (1 – 2) Rapport | 2′ Mattias Svanberg 24′ Arnor Ingvi Traustason | Borås Publik: 11 615 Domare: Bojan Pandzic | Borås Publik: 11 615 Domare: Bojan Pandzic |
| 17:30 UTC+1 | 17:30 UTC+1  |                    |                 |                                                | Borås Publik: 11 615 Domare: Bojan Pandzic | Borås Publik: 11 615 Domare: Bojan Pandzic |
| 17:30 UTC+1 | 17:30 UTC+1  |                    |                 |                                                | Borås Publik: 11 615 Domare: Bojan Pandzic | Borås Publik: 11 615 Domare: Bojan Pandzic |

| 2           | 9 april 2018 | Malmö FF                    | 1 – 1           | AIK              | Stadion                                         |                                                 |
| 19:00 UTC+1 | 19:00 UTC+1  | Markus Rosenberg 43′ (str.) | (1 – 1) Rapport | 12′ Henok Goitom | Malmö Publik: 20 072 Domare: Stefan Johannesson | Malmö Publik: 20 072 Domare: Stefan Johannesson |
| 19:00 UTC+1 | 19:00 UTC+1  |                             |                 |                  | Malmö Publik: 20 072 Domare: Stefan Johannesson | Malmö Publik: 20 072 Domare: Stefan Johannesson |
| 19:00 UTC+1 | 19:00 UTC+1  |                             |                 |                  | Malmö Publik: 20 072 Domare: Stefan Johannesson | Malmö Publik: 20 072 Domare: Stefan Johannesson |

| 3           | 13 april 2018 | GIF Sundsvall                           | 2 – 2           | Malmö FF                                       | Idrottsparken                                   |                                                 |
| 19:00 UTC+1 | 19:00 UTC+1   | Behrang Safari 76′ (sjm.) Maic Sema 87′ | (0 – 0) Rapport | 77′ Carlos Strandberg 84′ Alexander Jeremejeff | Sundsvall Publik: 3 479 Domare: Patrik Eriksson | Sundsvall Publik: 3 479 Domare: Patrik Eriksson |
| 19:00 UTC+1 | 19:00 UTC+1   |                                         |                 |                                                | Sundsvall Publik: 3 479 Domare: Patrik Eriksson | Sundsvall Publik: 3 479 Domare: Patrik Eriksson |
| 19:00 UTC+1 | 19:00 UTC+1   |                                         |                 |                                                | Sundsvall Publik: 3 479 Domare: Patrik Eriksson | Sundsvall Publik: 3 479 Domare: Patrik Eriksson |

| 5           | 18 april 2018 | Djurgårdens IF                           | 3 – 0           | Malmö FF | Tele2 Arena                                        |                                                    |
| 19:00 UTC+1 | 19:00 UTC+1   | Tino Kadewere 46′, 77′ Dzenis Kozica 84′ | (0 – 0) Rapport |          | Stockholm Publik: 13 010 Domare: Mohammed Al-Hakim | Stockholm Publik: 13 010 Domare: Mohammed Al-Hakim |
| 19:00 UTC+1 | 19:00 UTC+1   |                                          |                 |          | Stockholm Publik: 13 010 Domare: Mohammed Al-Hakim | Stockholm Publik: 13 010 Domare: Mohammed Al-Hakim |
| 19:00 UTC+1 | 19:00 UTC+1   |                                          |                 |          | Stockholm Publik: 13 010 Domare: Mohammed Al-Hakim | Stockholm Publik: 13 010 Domare: Mohammed Al-Hakim |

| 5           | 23 april 2018 | Malmö FF                                  | 3 – 1           | IF Brommapojkarna | Stadion                                      |                                              |
| 19:00 UTC+1 | 19:00 UTC+1   | Markus Rosenberg 40′, 70′ Søren Rieks 85′ | (1 – 0) Rapport | 63′ Bajram Ajeti  | Malmö Publik: 14 745 Domare: Magnus Lindgren | Malmö Publik: 14 745 Domare: Magnus Lindgren |
| 19:00 UTC+1 | 19:00 UTC+1   |                                           |                 |                   | Malmö Publik: 14 745 Domare: Magnus Lindgren | Malmö Publik: 14 745 Domare: Magnus Lindgren |
| 19:00 UTC+1 | 19:00 UTC+1   |                                           |                 |                   | Malmö Publik: 14 745 Domare: Magnus Lindgren | Malmö Publik: 14 745 Domare: Magnus Lindgren |

| 6           | 29 april 2018 | Kalmar FF                                    | 3 – 0           | Malmö FF | Guldfågeln Arena                             |                                              |
| 17:30 UTC+1 | 17:30 UTC+1   | Måns Söderqvist 25′ Viktor Elm 33′ Hiago 45′ | (3 – 0) Rapport |          | Kalmar Publik: 7 047 Domare: Patrik Eriksson | Kalmar Publik: 7 047 Domare: Patrik Eriksson |
| 17:30 UTC+1 | 17:30 UTC+1   |                                              |                 |          | Kalmar Publik: 7 047 Domare: Patrik Eriksson | Kalmar Publik: 7 047 Domare: Patrik Eriksson |
| 17:30 UTC+1 | 17:30 UTC+1   |                                              |                 |          | Kalmar Publik: 7 047 Domare: Patrik Eriksson | Kalmar Publik: 7 047 Domare: Patrik Eriksson |

| 7           | 3 maj 2018  | Malmö FF              | 1 – 0           | Djurgårdens IF | Stadion                                     |                                             |
| 19:00 UTC+1 | 19:00 UTC+1 | Carlos Strandberg 59′ | (0 – 0) Rapport |                | Malmö Publik: 15 728 Domare: Andreas Ekberg | Malmö Publik: 15 728 Domare: Andreas Ekberg |
| 19:00 UTC+1 | 19:00 UTC+1 |                       |                 |                | Malmö Publik: 15 728 Domare: Andreas Ekberg | Malmö Publik: 15 728 Domare: Andreas Ekberg |
| 19:00 UTC+1 | 19:00 UTC+1 |                       |                 |                | Malmö Publik: 15 728 Domare: Andreas Ekberg | Malmö Publik: 15 728 Domare: Andreas Ekberg |

| 8           | 7 maj 2018  | Malmö FF              | 1 – 2           | IFK Göteborg                                | Stadion                                         |                                                 |
| 19:00 UTC+1 | 19:00 UTC+1 | Carlos Strandberg 54′ | (0 – 1) Rapport | 42′ Victor Wernersson 58′ August Erlingmark | Malmö Publik: 17 715 Domare: Stefan Johannesson | Malmö Publik: 17 715 Domare: Stefan Johannesson |
| 19:00 UTC+1 | 19:00 UTC+1 |                       |                 |                                             | Malmö Publik: 17 715 Domare: Stefan Johannesson | Malmö Publik: 17 715 Domare: Stefan Johannesson |
| 19:00 UTC+1 | 19:00 UTC+1 |                       |                 |                                             | Malmö Publik: 17 715 Domare: Stefan Johannesson | Malmö Publik: 17 715 Domare: Stefan Johannesson |

| 9           | 13 maj 2018 | Trelleborgs FF    | 1 – 0           | Malmö FF | Vångavallen                                   |                                               |
| 17:30 UTC+1 | 17:30 UTC+1 | Lasse Nielsen 90′ | (0 – 0) Rapport |          | Trelleborg Publik: 7 043 Domare: Glenn Nyberg | Trelleborg Publik: 7 043 Domare: Glenn Nyberg |
| 17:30 UTC+1 | 17:30 UTC+1 |                   |                 |          | Trelleborg Publik: 7 043 Domare: Glenn Nyberg | Trelleborg Publik: 7 043 Domare: Glenn Nyberg |
| 17:30 UTC+1 | 17:30 UTC+1 |                   |                 |          | Trelleborg Publik: 7 043 Domare: Glenn Nyberg | Trelleborg Publik: 7 043 Domare: Glenn Nyberg |

| 10          | 16 maj 2018 | Hammarby IF                           | 3 – 2           | Malmö FF                             | Tele2 Arena                                           |                                                       |
| 19:00 UTC+1 | 19:00 UTC+1 | Nikola Djurdjic 36′, 65′ Pa Dibba 70′ | (1 – 1) Rapport | 19′ Søren Rieks 46′ Mattias Svanberg | Stockholm Publik: 23 490 Domare: Martin Strömbergsson | Stockholm Publik: 23 490 Domare: Martin Strömbergsson |
| 19:00 UTC+1 | 19:00 UTC+1 |                                       |                 |                                      | Stockholm Publik: 23 490 Domare: Martin Strömbergsson | Stockholm Publik: 23 490 Domare: Martin Strömbergsson |
| 19:00 UTC+1 | 19:00 UTC+1 |                                       |                 |                                      | Stockholm Publik: 23 490 Domare: Martin Strömbergsson | Stockholm Publik: 23 490 Domare: Martin Strömbergsson |

| 11          | 20 maj 2018 | Malmö FF                             | 2 – 0           | BK Häcken | Stadion                                        |                                                |
| 17:30 UTC+1 | 17:30 UTC+1 | Søren Rieks 49′ Markus Rosenberg 77′ | (0 – 0) Rapport |           | Malmö Publik: 15 735 Domare: Mohammed Al-Hakim | Malmö Publik: 15 735 Domare: Mohammed Al-Hakim |
| 17:30 UTC+1 | 17:30 UTC+1 |                                      |                 |           | Malmö Publik: 15 735 Domare: Mohammed Al-Hakim | Malmö Publik: 15 735 Domare: Mohammed Al-Hakim |
| 17:30 UTC+1 | 17:30 UTC+1 |                                      |                 |           | Malmö Publik: 15 735 Domare: Mohammed Al-Hakim | Malmö Publik: 15 735 Domare: Mohammed Al-Hakim |

| 12          | 27 maj 2018 | Malmö FF              | 1 – 1           | Dalkurd FF     | Stadion                                          |                                                  |
| 15:00 UTC+1 | 15:00 UTC+1 | Carlos Strandberg 55′ | (0 – 1) Rapport | 43′ Ahmed Awad | Malmö Publik: 14 099 Domare: Kristoffer Karlsson | Malmö Publik: 14 099 Domare: Kristoffer Karlsson |
| 15:00 UTC+1 | 15:00 UTC+1 |                       |                 |                | Malmö Publik: 14 099 Domare: Kristoffer Karlsson | Malmö Publik: 14 099 Domare: Kristoffer Karlsson |
| 15:00 UTC+1 | 15:00 UTC+1 |                       |                 |                | Malmö Publik: 14 099 Domare: Kristoffer Karlsson | Malmö Publik: 14 099 Domare: Kristoffer Karlsson |

| 13          | 7 juli 2018 | IK Sirius | 0 – 4           | Malmö FF                                                             | Studenternas IP                                  |                                                  |
| 13:00 UTC+1 | 13:00 UTC+1 |           | (0 – 1) Rapport | 15′, 47′ Markus Rosenberg 49′ Arnór Ingvi Traustason 84′ Søren Rieks | Uppsala Publik: 1 823 Domare: Stefan Johannesson | Uppsala Publik: 1 823 Domare: Stefan Johannesson |
| 13:00 UTC+1 | 13:00 UTC+1 |           |                 |                                                                      | Uppsala Publik: 1 823 Domare: Stefan Johannesson | Uppsala Publik: 1 823 Domare: Stefan Johannesson |
| 13:00 UTC+1 | 13:00 UTC+1 |           |                 |                                                                      | Uppsala Publik: 1 823 Domare: Stefan Johannesson | Uppsala Publik: 1 823 Domare: Stefan Johannesson |

| 14          | 14 juli 2018 | Malmö FF             | 1 – 1           | Östersunds FK     | Stadion                                   |                                           |
| 18:00 UTC+1 | 18:00 UTC+1  | Markus Rosenberg 33′ | (1 – 0) Rapport | 72′ Saman Ghoddos | Malmö Publik: 13 211 Domare: Glenn Nyberg | Malmö Publik: 13 211 Domare: Glenn Nyberg |
| 18:00 UTC+1 | 18:00 UTC+1  |                      |                 |                   | Malmö Publik: 13 211 Domare: Glenn Nyberg | Malmö Publik: 13 211 Domare: Glenn Nyberg |
| 18:00 UTC+1 | 18:00 UTC+1  |                      |                 |                   | Malmö Publik: 13 211 Domare: Glenn Nyberg | Malmö Publik: 13 211 Domare: Glenn Nyberg |

| 15          | 21 juli 2018 | Örebro SK       | 1 – 2           | Malmö FF                   | Behrn Arena                                 |                                             |
| 16:00 UTC+1 | 16:00 UTC+1  | Filip Rogic 69′ | (0 – 0) Rapport | 48′, 73′ Carlos Strandberg | Örebro Publik: 4 045 Domare: Andreas Ekberg | Örebro Publik: 4 045 Domare: Andreas Ekberg |
| 16:00 UTC+1 | 16:00 UTC+1  |                 |                 |                            | Örebro Publik: 4 045 Domare: Andreas Ekberg | Örebro Publik: 4 045 Domare: Andreas Ekberg |
| 16:00 UTC+1 | 16:00 UTC+1  |                 |                 |                            | Örebro Publik: 4 045 Domare: Andreas Ekberg | Örebro Publik: 4 045 Domare: Andreas Ekberg |

| 16          | 28 juli 2018 | Malmö FF                            | 2 – 1           | IFK Norrköping   | Stadion                                    |                                            |
| 18:00 UTC+1 | 18:00 UTC+1  | Markus Rosenberg 5′ Søren Rieks 65′ | (1 – 0) Rapport | 56′ Simon Skrabb | Malmö Publik: 15 731 Domare: Bojan Pandzic | Malmö Publik: 15 731 Domare: Bojan Pandzic |
| 18:00 UTC+1 | 18:00 UTC+1  |                                     |                 |                  | Malmö Publik: 15 731 Domare: Bojan Pandzic | Malmö Publik: 15 731 Domare: Bojan Pandzic |
| 18:00 UTC+1 | 18:00 UTC+1  |                                     |                 |                  | Malmö Publik: 15 731 Domare: Bojan Pandzic | Malmö Publik: 15 731 Domare: Bojan Pandzic |

| 17          | 10 augusti 2018 | Dalkurd FF | 0 – 1           | Malmö FF        | Gavlevallen                              |                                          |
| 19:00 UTC+1 | 19:00 UTC+1     |            | (0 – 1) Rapport | 43′ Søren Rieks | Gävle Publik: 603 Domare: Robert Daradic | Gävle Publik: 603 Domare: Robert Daradic |
| 19:00 UTC+1 | 19:00 UTC+1     |            |                 |                 | Gävle Publik: 603 Domare: Robert Daradic | Gävle Publik: 603 Domare: Robert Daradic |
| 19:00 UTC+1 | 19:00 UTC+1     |            |                 |                 | Gävle Publik: 603 Domare: Robert Daradic | Gävle Publik: 603 Domare: Robert Daradic |

| 18          | 18 augusti 2018 | Malmö FF                                                    | 3 – 0           | Trelleborgs FF | Stadion                                   |                                           |
| 16:00 UTC+1 | 16:00 UTC+1     | Hugo Andersson 2′ Andreas Vindheim 26′ Marcus Antonsson 35′ | (3 – 0) Rapport |                | Malmö Publik: 14 073 Domare: Glenn Nyberg | Malmö Publik: 14 073 Domare: Glenn Nyberg |
| 16:00 UTC+1 | 16:00 UTC+1     |                                                             |                 |                | Malmö Publik: 14 073 Domare: Glenn Nyberg | Malmö Publik: 14 073 Domare: Glenn Nyberg |
| 16:00 UTC+1 | 16:00 UTC+1     |                                                             |                 |                | Malmö Publik: 14 073 Domare: Glenn Nyberg | Malmö Publik: 14 073 Domare: Glenn Nyberg |

| 19          | 26 augusti 2018 | Malmö FF                                                                               | 5 – 0           | IK Sirius | Stadion                                           |                                                   |
| 15:00 UTC+1 | 15:00 UTC+1     | Markus Rosenberg 62′ Romain Gall 66′, 72′ Anders Christiansen 76′ Marcus Antonsson 88′ | (0 – 0) Rapport |           | Malmö Publik: 11 237 Domare: Martin Strömbergsson | Malmö Publik: 11 237 Domare: Martin Strömbergsson |
| 15:00 UTC+1 | 15:00 UTC+1     |                                                                                        |                 |           | Malmö Publik: 11 237 Domare: Martin Strömbergsson | Malmö Publik: 11 237 Domare: Martin Strömbergsson |
| 15:00 UTC+1 | 15:00 UTC+1     |                                                                                        |                 |           | Malmö Publik: 11 237 Domare: Martin Strömbergsson | Malmö Publik: 11 237 Domare: Martin Strömbergsson |

| 20          | 2 september 2018 | IF Brommapojkarna | 0 – 3           | Malmö FF                                              | Grimsta IP                                    |                                               |
| 15:00 UTC+1 | 15:00 UTC+1      |                   | (0 – 1) Rapport | 24′ Søren Rieks 62′ Eric Larsson 63′ Marcus Antonsson | Stockholm Publik: 2 674 Domare: Bojan Pandzic | Stockholm Publik: 2 674 Domare: Bojan Pandzic |
| 15:00 UTC+1 | 15:00 UTC+1      |                   |                 |                                                       | Stockholm Publik: 2 674 Domare: Bojan Pandzic | Stockholm Publik: 2 674 Domare: Bojan Pandzic |
| 15:00 UTC+1 | 15:00 UTC+1      |                   |                 |                                                       | Stockholm Publik: 2 674 Domare: Bojan Pandzic | Stockholm Publik: 2 674 Domare: Bojan Pandzic |

| 21          | 15 september 2018 | Östersunds FK                      | 2 – 3           | Malmö FF                                  | Jämtkraft Arena                              |                                              |
| 18:00 UTC+1 | 18:00 UTC+1       | Ludvig Fritzson 9′ Hosam Aiesh 15′ | (2 – 2) Rapport | 36′, 57′ Søren Rieks 39′ Marcus Antonsson | Östersund Publik: 5 631 Domare: Johan Hamlin | Östersund Publik: 5 631 Domare: Johan Hamlin |
| 18:00 UTC+1 | 18:00 UTC+1       |                                    |                 |                                           | Östersund Publik: 5 631 Domare: Johan Hamlin | Östersund Publik: 5 631 Domare: Johan Hamlin |
| 18:00 UTC+1 | 18:00 UTC+1       |                                    |                 |                                           | Östersund Publik: 5 631 Domare: Johan Hamlin | Östersund Publik: 5 631 Domare: Johan Hamlin |

| 22          | 23 september 2018 | Malmö FF                                                             | 4 – 0           | Kalmar FF | Stadion                                      |                                              |
| 17:30 UTC+1 | 17:30 UTC+1       | Arnor Ingvi Traustason 16′, 42′ Romain Gall 32′ Markus Rosenberg 64′ | (3 – 0) Rapport |           | Malmö Publik: 15 584 Domare: Magnus Lindgren | Malmö Publik: 15 584 Domare: Magnus Lindgren |
| 17:30 UTC+1 | 17:30 UTC+1       |                                                                      |                 |           | Malmö Publik: 15 584 Domare: Magnus Lindgren | Malmö Publik: 15 584 Domare: Magnus Lindgren |
| 17:30 UTC+1 | 17:30 UTC+1       |                                                                      |                 |           | Malmö Publik: 15 584 Domare: Magnus Lindgren | Malmö Publik: 15 584 Domare: Magnus Lindgren |

| 23          | 26 september 2018 | IFK Norrköping                                      | 3 – 1           | Malmö FF                    | Östgötaporten                                   |                                                 |
| 19:00 UTC+1 | 19:00 UTC+1       | Karl Holmberg 18′, 31′ (str.) Filip Dagerstål 90+2′ | (2 – 1) Rapport | 28′ (str.) Marcus Antonsson | Norrköping Publik: 11 660 Domare: Bojan Pandzic | Norrköping Publik: 11 660 Domare: Bojan Pandzic |
| 19:00 UTC+1 | 19:00 UTC+1       |                                                     |                 |                             | Norrköping Publik: 11 660 Domare: Bojan Pandzic | Norrköping Publik: 11 660 Domare: Bojan Pandzic |
| 19:00 UTC+1 | 19:00 UTC+1       |                                                     |                 |                             | Norrköping Publik: 11 660 Domare: Bojan Pandzic | Norrköping Publik: 11 660 Domare: Bojan Pandzic |

| 24          | 30 september 2018 | Malmö FF | 0 – 0           | GIF Sundsvall | Stadion                                  |                                          |
| 17:30 UTC+1 | 17:30 UTC+1       |          | (0 – 0) Rapport |               | Malmö Publik: 12 058 Domare: Victor Wolf | Malmö Publik: 12 058 Domare: Victor Wolf |
| 17:30 UTC+1 | 17:30 UTC+1       |          |                 |               | Malmö Publik: 12 058 Domare: Victor Wolf | Malmö Publik: 12 058 Domare: Victor Wolf |
| 17:30 UTC+1 | 17:30 UTC+1       |          |                 |               | Malmö Publik: 12 058 Domare: Victor Wolf | Malmö Publik: 12 058 Domare: Victor Wolf |

| 25          | 7 oktober 2018 | BK Häcken | – | Malmö FF | Bravida Arena |          |
| 15:00 UTC+1 | 15:00 UTC+1    |           |   |          | Göteborg      | Göteborg |
| 15:00 UTC+1 | 15:00 UTC+1    |           |   |          | Göteborg      | Göteborg |
| 15:00 UTC+1 | 15:00 UTC+1    |           |   |          | Göteborg      | Göteborg |

### Svenska cupen 2017/2018
Efter att den 23 augusti 2017 ha slagit FC Trollhättan med 4-1 i Svenska cupens andra omgång är Malmö FF kvalificerade för Svenska cupens gruppspel 2018. Malmö FF spelar i grupp A och den första gruppspelsmatchen spelades hemma mot Dalkurd FF söndagen den 18 februari. Efter att ha vunnit den matchen med 1-0, och sedan även ha slagit Gefle IF med 3-0, så väntade en gruppfinal mot Brommapojkarna den 4 mars. Även den matchen vann Malmö FF och gick därmed vidare till kvartsfinal, i vilken IFK Göteborg väntade som motstånd.
I det slutsålda klassikermötet med IFK Göteborg så nickade dansken Lasse Nielsen in matchens enda mål och såg därmed till att Malmö FF gick vidare till semifinal. Efter att Östersund slagit Gais dagen efter så stod det klart att Östersund skulle stå för motståndet för MFF i cupens ena semifinal veckan efter. I semifinalen blev det ytterligare en 1-0-seger för Malmö FF, efter att Arnór Ingvi Traustason gjort matchens enda mål. Målet var också Traustasons första i MFF-tröjan och förde klubben vidare till final i Svenska cupen.
Finalen blev ingen rolig historia för Malmö FF. För motståndet stod Djurgården, detta efter att ha slagit AIK i sin semifinal. Matchen, som spelades på konstgräset på Tele2 Arena, slutade med en klar 3-0-förlust för Malmö FF som därmed misslyckades med att vinna sitt första cupguld sedan 1989.

#### Gruppspel

##### Tabell
| Nr | Lag               | S | V | O | F | GM | IM | MS | P |
| -- | ----------------- | - | - | - | - | -- | -- | -- | - |
| 1  | Malmö FF          | 3 | 3 | 0 | 0 | 7  | 1  | +6 | 9 |
| 2  | IF Brommapojkarna | 3 | 2 | 0 | 1 | 5  | 3  | +2 | 6 |
| 3  | Dalkurd FF        | 3 | 0 | 1 | 2 | 2  | 5  | −3 | 1 |
| 4  | Gefle IF          | 3 | 0 | 1 | 2 | 2  | 7  | −5 | 1 |

##### Matcher
| 1           | 18 februari 2018 | Malmö FF                    | 1 – 0           | Dalkurd FF | Malmö IP                                    |                                             |
| 17:00 UTC+1 | 17:00 UTC+1      | Markus Rosenberg 87′ (str.) | (0 – 0) Rapport |            | Malmö Publik: 4 566 Domare: Magnus Lindgren | Malmö Publik: 4 566 Domare: Magnus Lindgren |
| 17:00 UTC+1 | 17:00 UTC+1      |                             |                 |            | Malmö Publik: 4 566 Domare: Magnus Lindgren | Malmö Publik: 4 566 Domare: Magnus Lindgren |
| 17:00 UTC+1 | 17:00 UTC+1      |                             |                 |            | Malmö Publik: 4 566 Domare: Magnus Lindgren | Malmö Publik: 4 566 Domare: Magnus Lindgren |

| 2           | 25 februari 2018 | Gefle IF | 0 – 3           | Malmö FF                                                            | Gavlevallen                            |                                        |
| 19:00 UTC+1 | 19:00 UTC+1      |          | (0 – 2) Rapport | 18′ Alexander Jeremejeff 24′ Rasmus Bengtsson 89′ Carlos Strandberg | Gävle Publik: 283 Domare: Glenn Nyberg | Gävle Publik: 283 Domare: Glenn Nyberg |
| 19:00 UTC+1 | 19:00 UTC+1      |          |                 |                                                                     | Gävle Publik: 283 Domare: Glenn Nyberg | Gävle Publik: 283 Domare: Glenn Nyberg |
| 19:00 UTC+1 | 19:00 UTC+1      |          |                 |                                                                     | Gävle Publik: 283 Domare: Glenn Nyberg | Gävle Publik: 283 Domare: Glenn Nyberg |

| 3           | 4 mars 2018 | Malmö FF                                                            | 3 – 1           | IF Brommapojkarna | Malmö IP                                        |                                                 |
| 17:00 UTC+1 | 17:00 UTC+1 | Alexander Jeremejeff 31′ Carlos Strandberg 46′ Mattias Svanberg 64′ | (1 – 0) Rapport | 59′ Bajram Ajeti  | Malmö Publik: 3 128 Domare: Kristoffer Karlsson | Malmö Publik: 3 128 Domare: Kristoffer Karlsson |
| 17:00 UTC+1 | 17:00 UTC+1 |                                                                     |                 |                   | Malmö Publik: 3 128 Domare: Kristoffer Karlsson | Malmö Publik: 3 128 Domare: Kristoffer Karlsson |
| 17:00 UTC+1 | 17:00 UTC+1 |                                                                     |                 |                   | Malmö Publik: 3 128 Domare: Kristoffer Karlsson | Malmö Publik: 3 128 Domare: Kristoffer Karlsson |

#### Slutspel
| KF          | 10 mars 2018 | Malmö FF          | 1 – 0           | IFK Göteborg | Malmö IP                                 |                                          |
| 13:00 UTC+1 | 13:00 UTC+1  | Lasse Nielsen 18′ | (1 – 0) Rapport |              | Malmö Publik: 4 450 Domare: Glenn Nyberg | Malmö Publik: 4 450 Domare: Glenn Nyberg |
| 13:00 UTC+1 | 13:00 UTC+1  |                   |                 |              | Malmö Publik: 4 450 Domare: Glenn Nyberg | Malmö Publik: 4 450 Domare: Glenn Nyberg |
| 13:00 UTC+1 | 13:00 UTC+1  |                   |                 |              | Malmö Publik: 4 450 Domare: Glenn Nyberg | Malmö Publik: 4 450 Domare: Glenn Nyberg |

| SF          | 17 mars 2018 | Östersunds FK | 0 – 1           | Malmö FF                   | Jämtkraft Arena                                   |                                                   |
| 18:15 UTC+1 | 18:15 UTC+1  |               | (0 – 0) Rapport | 79′ Arnor Ingvi Traustason | Östersund Publik: 3 416 Domare: Mohammed Al-Hakim | Östersund Publik: 3 416 Domare: Mohammed Al-Hakim |
| 18:15 UTC+1 | 18:15 UTC+1  |               |                 |                            | Östersund Publik: 3 416 Domare: Mohammed Al-Hakim | Östersund Publik: 3 416 Domare: Mohammed Al-Hakim |
| 18:15 UTC+1 | 18:15 UTC+1  |               |                 |                            | Östersund Publik: 3 416 Domare: Mohammed Al-Hakim | Östersund Publik: 3 416 Domare: Mohammed Al-Hakim |

| F           | 10 maj 2018 | Djurgårdens IF                                           | 3 – 0           | Malmö FF | Tele2 Arena                                    |                                                |
| 15:00 UTC+2 | 15:00 UTC+2 | Jacob Une Larsson 17′ Kerim Mrabti 47′ Jonathan Ring 81′ | (1 – 0) Rapport |          | Stockholm Publik: 25 123 Domare: Bojan Pandzic | Stockholm Publik: 25 123 Domare: Bojan Pandzic |
| 15:00 UTC+2 | 15:00 UTC+2 |                                                          |                 |          | Stockholm Publik: 25 123 Domare: Bojan Pandzic | Stockholm Publik: 25 123 Domare: Bojan Pandzic |
| 15:00 UTC+2 | 15:00 UTC+2 |                                                          |                 |          | Stockholm Publik: 25 123 Domare: Bojan Pandzic | Stockholm Publik: 25 123 Domare: Bojan Pandzic |

### Svenska cupen 2018/2019
Den 7 juli 2018 startade resan mot 2019 års cupfinal för Malmö FF. Det var nämligen då klubbens motstånd i den andra omgången av turneringen lottades. Motståndet blev Lunds BK, som i omgång 1 slog ut Österlen FF med 3-2 den 26 juni 2018. Matchen mot Lunds BK i omgång 2 slutade med 0-2 bortaseger för Malmö FF som därmed kvalificerade sig till Svenska cupens gruppspel 2019.

#### Matcher
| 2           | 22 november 2018 | Lunds BK | 0 – 2           | Malmö FF                                    | Klostergårdens IP                |                                  |
| 19:00 UTC+1 | 19:00 UTC+1      |          | (0 – 0) Rapport | 56′ Markus Rosenberg 90+2′ Guillermo Molins | Lund Domare: Kristoffer Karlsson | Lund Domare: Kristoffer Karlsson |
| 19:00 UTC+1 | 19:00 UTC+1      |          |                 |                                             | Lund Domare: Kristoffer Karlsson | Lund Domare: Kristoffer Karlsson |
| 19:00 UTC+1 | 19:00 UTC+1      |          |                 |                                             | Lund Domare: Kristoffer Karlsson | Lund Domare: Kristoffer Karlsson |

### Uefa Champions League
Den 19 juni lottade Uefa kvalomgång 1 och 2 till Champions League 2018/2019. Det stod då klart att Malmö FF i kvalomgång 1, där laget går in i turneringen, skulle få möta vinnaren i förkvalet. Förkvalet spelades mellan fyra lag från de fyra lägst rankade ligorna i Europa, närmare bestämt Lincoln Red Imps från Gibraltar, FC Santa Coloma från Andorra, La Fiorita från San Marino och Drita från Kosovo. Så småningom avgjordes förkvalet och det sistnämnda laget, Drita, stod som vinnare och skulle därmed ställas mot Malmö FF.
Samtidigt som kvalomgång 1 lottades den 19 juni så lottades alltså även kvalomgång 2. Här stod det klart att om Malmö FF klarar första hindret i kvalomgång 1, så får man möta rumänska mästarna Cluj i kvalomgång 2.
Tämligen enkelt kunde Malmö FF ta sig vidare från den första kvalomgången efter totalt 5-0 mot Drita. Den 24 juli inleddes kvalomgång 2 och den började på bästa tänkbara sätt då MFF slog Cluj på bortaplan. Efter 1-1 hemma i Malmö så var man, efter totalt 2-1, klara för spel mot ungerska Vidi i den tredje kvalomgången.
Malmö FF spelade 1-1 hemma mot Vidi och 0-0 på bortaplan. Trots 1-1 totalt så åkte Malmö FF ut ur Champions League-kvalet på grund av regeln om bortamål. Vidi gjorde ett bortamål (mål i Malmö), medan MFF gjorde noll (mål i Ungern). I och med uttåget så stod det klart att MFF istället får chansen att kvala till den något mindre ansedda turneringen Europa League.

#### Kvalmatcher
| Q1          | 10 juli 2018 | Drita | 0 – 3           | Malmö FF                                                              | Olympic Stadium Adem Jashari                 |                                              |
| 20:45 UTC+2 | 20:45 UTC+2  |       | (0 – 2) Rapport | 13′ Carlos Strandberg 39′ Arnór Ingvi Traustason 82′ Markus Rosenberg | Mitrovica Domare: Boris Marhefka (Slovakien) | Mitrovica Domare: Boris Marhefka (Slovakien) |
| 20:45 UTC+2 | 20:45 UTC+2  |       |                 |                                                                       | Mitrovica Domare: Boris Marhefka (Slovakien) | Mitrovica Domare: Boris Marhefka (Slovakien) |
| 20:45 UTC+2 | 20:45 UTC+2  |       |                 |                                                                       | Mitrovica Domare: Boris Marhefka (Slovakien) | Mitrovica Domare: Boris Marhefka (Slovakien) |

| Q1          | 17 juli 2018 | Malmö FF                               | 2 – 0           | Drita | Stadion                                                  |                                                          |
| 19:00 UTC+2 | 19:00 UTC+2  | Carlos Strandberg 55′ Eric Larsson 60′ | (0 – 0) Rapport |       | Malmö Publik: 10 623 Domare: Laurent Kopriwa (Luxemburg) | Malmö Publik: 10 623 Domare: Laurent Kopriwa (Luxemburg) |
| 19:00 UTC+2 | 19:00 UTC+2  |                                        |                 |       | Malmö Publik: 10 623 Domare: Laurent Kopriwa (Luxemburg) | Malmö Publik: 10 623 Domare: Laurent Kopriwa (Luxemburg) |
| 19:00 UTC+2 | 19:00 UTC+2  |                                        |                 |       | Malmö Publik: 10 623 Domare: Laurent Kopriwa (Luxemburg) | Malmö Publik: 10 623 Domare: Laurent Kopriwa (Luxemburg) |

| Q2          | 24 juli 2018 | Cluj | 0 – 1           | Malmö FF              | Stadionul Dr. Constantin Rădulescu                |                                                   |
| 19:00 UTC+3 | 19:00 UTC+3  |      | (0 – 1) Rapport | 45′ Carlos Strandberg | Cluj-Napoca Domare: Nikola Dabanovic (Montenegro) | Cluj-Napoca Domare: Nikola Dabanovic (Montenegro) |
| 19:00 UTC+3 | 19:00 UTC+3  |      |                 |                       | Cluj-Napoca Domare: Nikola Dabanovic (Montenegro) | Cluj-Napoca Domare: Nikola Dabanovic (Montenegro) |
| 19:00 UTC+3 | 19:00 UTC+3  |      |                 |                       | Cluj-Napoca Domare: Nikola Dabanovic (Montenegro) | Cluj-Napoca Domare: Nikola Dabanovic (Montenegro) |

| Q2          | 1 augusti 2018 | Malmö FF                   | 1 – 1           | Cluj               | Stadion                                                   |                                                           |
| 19:15 UTC+2 | 19:15 UTC+2    | Arnór Ingvi Traustason 55′ | (0 – 1) Rapport | 36′ Damjan Dokovic | Malmö Publik: 18 153 Domare: Nikola Dabanovic (Skottland) | Malmö Publik: 18 153 Domare: Nikola Dabanovic (Skottland) |
| 19:15 UTC+2 | 19:15 UTC+2    |                            |                 |                    | Malmö Publik: 18 153 Domare: Nikola Dabanovic (Skottland) | Malmö Publik: 18 153 Domare: Nikola Dabanovic (Skottland) |
| 19:15 UTC+2 | 19:15 UTC+2    |                            |                 |                    | Malmö Publik: 18 153 Domare: Nikola Dabanovic (Skottland) | Malmö Publik: 18 153 Domare: Nikola Dabanovic (Skottland) |

| Q3          | 7 augusti 2018 | Malmö FF                | 1 – 1           | Vidi          | Stadion                                            |                                                    |
| 19:15 UTC+2 | 19:15 UTC+2    | Anders Christiansen 62′ | (0 – 0) Rapport | 71′ Loïc Nego | Malmö Publik: 17 209 Domare: Matej Jug (Slovenien) | Malmö Publik: 17 209 Domare: Matej Jug (Slovenien) |
| 19:15 UTC+2 | 19:15 UTC+2    |                         |                 |               | Malmö Publik: 17 209 Domare: Matej Jug (Slovenien) | Malmö Publik: 17 209 Domare: Matej Jug (Slovenien) |
| 19:15 UTC+2 | 19:15 UTC+2    |                         |                 |               | Malmö Publik: 17 209 Domare: Matej Jug (Slovenien) | Malmö Publik: 17 209 Domare: Matej Jug (Slovenien) |

| Q3          | 14 augusti 2018 | Vidi | 0 – 0           | Malmö FF | Pancho Stadium                           |                                          |
| 20:00 UTC+2 | 20:00 UTC+2     |      | (0 – 0) Rapport |          | Felcsut Domare: Javier Estrada (Spanien) | Felcsut Domare: Javier Estrada (Spanien) |
| 20:00 UTC+2 | 20:00 UTC+2     |      |                 |          | Felcsut Domare: Javier Estrada (Spanien) | Felcsut Domare: Javier Estrada (Spanien) |
| 20:00 UTC+2 | 20:00 UTC+2     |      |                 |          | Felcsut Domare: Javier Estrada (Spanien) | Felcsut Domare: Javier Estrada (Spanien) |

### Uefa Europa League
Malmö FF åkte ut i den tredje kvalomgången till Champions League och missade därmed playoff som är det sista hindret innan huvudturneringen inleds med gruppspel. Istället blev det, i och med uttåget i Champions League, playoff till Europa League för Malmö FF och en sista chans att få spela gruppspel i en europeisk turnering i höst.
Efter totalt 4-2 mot danska FC Midtjylland i playoff så stod det den 30 augusti klart att Malmö FF spelar gruppspel i Europa League hösten 2018.

#### Kvalmatcher
| PO          | 23 augusti 2018 | Malmö FF                                  | 2 – 2           | FC Midtjylland                          | Stadion                                                 |                                                         |
| 19:15 UTC+2 | 19:15 UTC+2     | Markus Rosenberg 12′ Marcus Antonsson 25′ | (2 – 0) Rapport | 60′ Gustav Wikheim 77′ Ayo Simon Okosun | Malmö Publik: 11 487 Domare: Srdjan Jovanović (Serbien) | Malmö Publik: 11 487 Domare: Srdjan Jovanović (Serbien) |
| 19:15 UTC+2 | 19:15 UTC+2     |                                           |                 |                                         | Malmö Publik: 11 487 Domare: Srdjan Jovanović (Serbien) | Malmö Publik: 11 487 Domare: Srdjan Jovanović (Serbien) |
| 19:15 UTC+2 | 19:15 UTC+2     |                                           |                 |                                         | Malmö Publik: 11 487 Domare: Srdjan Jovanović (Serbien) | Malmö Publik: 11 487 Domare: Srdjan Jovanović (Serbien) |

| PO          | 30 augusti 2018 | FC Midtjylland | 0 – 2           | Malmö FF                                  | MCH Arena                                                      |                                                                |
| 19:15 UTC+2 | 19:15 UTC+2     |                | (0 – 1) Rapport | 32′ Marcus Antonsson 79′ Markus Rosenberg | Herning Publik: 9 175 Domare: Serdar Gözübüyük (Nederländerna) | Herning Publik: 9 175 Domare: Serdar Gözübüyük (Nederländerna) |
| 19:15 UTC+2 | 19:15 UTC+2     |                |                 |                                           | Herning Publik: 9 175 Domare: Serdar Gözübüyük (Nederländerna) | Herning Publik: 9 175 Domare: Serdar Gözübüyük (Nederländerna) |
| 19:15 UTC+2 | 19:15 UTC+2     |                |                 |                                           | Herning Publik: 9 175 Domare: Serdar Gözübüyük (Nederländerna) | Herning Publik: 9 175 Domare: Serdar Gözübüyük (Nederländerna) |

## Spelare

### Spelartruppen
| Nr | Pos | Namn                   | Ålder | Kom till MFF | Kontrakt t.o.m. | Kom från         | Egen produkt-status                       | Notering                                                                   |
| -- | --- | ---------------------- | ----- | ------------ | --------------- | ---------------- | ----------------------------------------- | -------------------------------------------------------------------------- |
| 1  | MV  | Walter Viitala         | 26    | 2018         | 2018            | Viborg FF        |                                           |                                                                            |
| 2  | F   | Eric Larsson           | 26    | 2018         | 2021            | GIF Sundsvall    |                                           |                                                                            |
| 3  | F   | Egzon Binaku           | 22    | 2018         | 2021            | BK Häcken        |                                           |                                                                            |
| 4  | F   | Behrang Safari         | 33    | 2016         | 2020            | Basel            | Egen produkt (moderklubb: Lunds SK)       |                                                                            |
| 5  | MF  | Sören Rieks            | 31    | 2018         | 2020            | IFK Göteborg     |                                           |                                                                            |
| 6  | MF  | Oscar Lewicki          | 25    | 2015         | 2020            | BK Häcken        |                                           | Ej egen produkt enl. UEFA, men spelade i MFF 2005-2008.                    |
| 7  | MF  | Fouad Bachirou         | 28    | 2018         | 2021            | Östersunds FK    |                                           |                                                                            |
| 8  | MF  | Arnór Ingvi Traustason | 25    | 2018         | 2021            | Rapid Wien       |                                           |                                                                            |
| 9  | A   | Markus Rosenberg       | 35    | 2014         | 2018            | West Bromwich    | Egen produkt                              |                                                                            |
| 10 | A   | Carlos Strandberg      | 22    | 2017         | 2021            | Club Brugge      |                                           |                                                                            |
| 11 | A   | Guillermo Molins       | 29    | 2018         | 2021            | Panathinaikos    | Egen produkt                              |                                                                            |
| 14 | MF  | Anders Christiansen    | 28    | 2018         | 2022            | Gent             |                                           |                                                                            |
| 17 | F   | Rasmus Bengtsson       | 32    | 2015         | 2019            | Twente           | Egen produkt                              |                                                                            |
| 18 | MF  | Romain Gall            | 23    | 2018         | 2022            | GIF Sundsvall    |                                           |                                                                            |
| 20 | MF  | Bonke Innocent         | 22    | 2017         | 2021            | Lilleström SK    |                                           |                                                                            |
| 23 | A   | Marcus Antonsson       | 27    | 2018         | 2021            | Leeds United     |                                           |                                                                            |
| 24 | F   | Lasse Nielsen          | 30    | 2017         | 2020            | Gent             |                                           |                                                                            |
| 26 | F   | Andreas Vindheim       | 22    | 2015         | 2020            | SK Brann         |                                           |                                                                            |
| 27 | MV  | Johan Dahlin           | 31    | 2017         | 2020            | FC Midtjylland   |                                           |                                                                            |
| 29 | MV  | Fredrik Andersson      | 29    | 2015         | 2018            | Örgryte IS       |                                           |                                                                            |
| 30 | MV  | Mathias Nilsson        | 19    | -            | 2019            | -                | Egen produkt                              | Nyuppflyttad lärling 2018.                                                 |
| 31 | F   | Franz Brorsson         | 22    | 2010         | 2020            | BK Höllviken     | Egen produkt (moderklubb: Trelleborgs FF) |                                                                            |
| 33 | A   | Teddy Bergqvist        | 19    | 2005         | 2018            | Eriksfälts FF    | Egen produkt (moderklubb: Eriksfälts FF)  | Utlånad till Varbergs BoIS.                                                |
| 34 | MF  | Pavle Vagic            | 18    | -            | 2021            | -                | Egen produkt                              | Nytt A-lagskontrakt skrivet den 10 augusti. Utlånad till Jönköpings Södra. |
| 35 | MF  | Samuel Adrian          | 20    | 2006         | 2020            | Blentarps BK     | Egen produkt (moderklubb: Blentarps BK)   | Nytt A-lagskontrakt skrivet den 25 maj.                                    |
| 38 | MF  | Laorent Shabani        | 18    | -            | 2019            | -                | Egen produkt                              | Nyuppflyttad lärling 2018.                                                 |
| 39 | MF  | Felix Konstandeliasz   | 19    | 2011         | 2019            | Dalby GIF        | Egen produkt (moderklubb: Dalby GIF)      | Nyuppflyttad lärling 2018.                                                 |
| 40 | F   | Hugo Andersson         | 19    | 2011         | 2019            | Skurups AIF      | Egen produkt (moderklubb: Skurups AIF)    | Nyuppflyttad lärling 2018.                                                 |
|    | MV  | Marko Johansson        | 19    | -            | 2020            | -                | Egen produkt                              | Utlånad till Trelleborgs FF.                                               |
|    | MV  | Sixten Mohlin          | 22    | 2005         | 2018            | Kristianstads FF | Egen produkt (moderklubb: Åhus Horna BK)  | Utlånad till Dalkurd FF.                                                   |
|    | MV  | Jakob Tånnander        | 17    | 2015         | 2018            | Lunds BK         | Egen produkt (moderklubb: Dalby GIF)      | Nyuppflyttad lärling 2018. Utlånad till Lunds BK.                          |
|    | F   | Anton Kralj            | 20    | 2010         | 2018            | Kvarnby IK       | Egen produkt (moderklubb: Kvarnby IK)     | Nyuppflyttad lärling 2018. Utlånad till Gefle IF.                          |
|    | A   | Tim Prica              | 16    | 2015         | 2020            | Maccabi Tel Aviv | Egen produkt                              | Nyuppflyttad lärling 2018.                                                 |

### Övergångar

#### Spelare in
| Nr | Position              | Nat.      | Namn                   | Ålder | Flyttar från  | Typ              | Transferfönster | Kontrakt t.o.m. | Källa  |
| -- | --------------------- | --------- | ---------------------- | ----- | ------------- | ---------------- | --------------- | --------------- | ------ |
| 2  | Högerback             | Sverige   | Eric Larsson           | 26    | GIF Sundsvall | Övergång         | Vinter          | 2021            | mff.se |
| 8  | Mittfältare           | Island    | Arnór Ingvi Traustason | 24    | Rapid Wien    | Övergång         | Vinter          | 2021            | mff.se |
| 3  | Vänsterback           | Sverige   | Egzon Binaku           | 22    | BK Häcken     | Övergång         | Vinter          | 2021            | mff.se |
| 7  | Mittfältare           | Komorerna | Fouad Bachirou         | 27    | Östersunds FK | Övergång         | Vinter          | 2021            | mff.se |
| 5  | Mittfältare           | Danmark   | Sören Rieks            | 30    | IFK Göteborg  | Slut på kontrakt | Vinter          | 2020            | mff.se |
| 22 | Högerback/mittfältare | Sverige   | Isak Ssewankambo       | 22    | Molde FK      | Lån              | Vinter          | 20 juli 2018    | mff.se |
| 14 | Mittfältare           | Danmark   | Anders Christiansen    | 28    | Gent          | Övergång         | Sommar          | 2022            | mff.se |
| 23 | Anfallare             | Sverige   | Marcus Antonsson       | 27    | Leeds United  | Övergång         | Sommar          | 2021            | mff.se |
| 18 | Mittfältare           | USA       | Romain Gall            | 23    | GIF Sundsvall | Övergång         | Sommar          | 2022            | mff.se |
| 11 | Anfallare             | Sverige   | Guillermo Molins       | 29    | Panathinaikos | Slut på kontrakt | Sommar          | 2021            | mff.se |
| 1  | Målvakt               | Finland   | Walter Viitala         | 26    | Viborg FF     | Övergång         | Sommar          | 2018            | mff.se |

#### Spelare ut
| Nr | Position              | Nat.    | Namn                 | Ålder | Flyttar till     | Typ                                                          | Transferfönster | Källa          |
| -- | --------------------- | ------- | -------------------- | ----- | ---------------- | ------------------------------------------------------------ | --------------- | -------------- |
| 3  | Högerback             | Sverige | Anton Tinnerholm     | 26    | New York City    | Slut på kontrakt                                             | Vinter          | nycfc.com      |
| 30 | Målvakt               | Sverige | Marko Johansson      | 19    | Trelleborgs FF   | Lån                                                          | Vinter          | mff.se         |
| 25 | Mittback              | Uruguay | Felipe Carvalho      | 24    | Vålerenga IF     | Slut på kontrakt                                             | Vinter          | vif-fotball.no |
|    | Målvakt               | Sverige | Jakob Tånnander      | 17    | Lunds BK         | Lån                                                          | Vinter          | lundsbk.se     |
| 10 | Mittfältare           | Norge   | Magnus Wolff Eikrem  | 27    | Seattle Sounders | Slut på kontrakt                                             | Vinter          | soundersfc.com |
| 23 | Mittfältare           | Norge   | Jo Inge Berget       | 27    | New York City    | Slut på kontrakt                                             | Vinter          | nycfc.com      |
| 5  | Mittfältare           | Sverige | Erdal Rakip          | 21    | Benfica          | Slut på kontrakt                                             | Vinter          | mff.se         |
|    | Vänsterback           | Sverige | Anton Kralj          | 19    | Gefle IF         | Lån                                                          | Vinter          | mff.se         |
| 7  | Mittfältare           | Danmark | Anders Christiansen  | 27    | Gent             | Övergång                                                     | Vinter          | mff.se         |
|    | Målvakt               | Sverige | Sixten Mohlin        | 21    | Dalkurd FF       | Lån                                                          | Vinter          | mff.se         |
| 14 | Mittfältare           | Sverige | Erik Andersson       | 20    | Trelleborgs FF   | Övergång                                                     | Vinter          | mff.se         |
| 37 | Mittback              | Sverige | Dennis Hadzikadunic  | 19    | Trelleborgs FF   | Lån                                                          | Vinter          | mff.se         |
| 33 | Anfallare             | Sverige | Teddy Bergqvist      | 18    | Varbergs BoIS    | Lån                                                          | Vinter          | mff.se         |
| 21 | Mittfältare           | Ghana   | Kingsley Sarfo       | 23    | Klubblös         | Avskedad                                                     | Sommar          | mff.se         |
| 32 | Mittfältare           | Sverige | Mattias Svanberg     | 19    | Bologna FC       | Övergång                                                     | Sommar          | bolognafc.it   |
| 37 | Mittback              | Sverige | Denis Hadzikadunic   | 20    | FC Rostov        | Övergång (utlåning till Trelleborgs FF automatiskt avslutat) | Sommar          | mff.se         |
| 22 | Högerback/mittfältare | Sverige | Isak Ssewankambo     | 22    | Molde FK         | Slut på lån                                                  | Sommar          | mff.se         |
| 11 | Anfallare             | Sverige | Alexander Jeremejeff | 24    | BK Häcken        | Övergång                                                     | Sommar          | bkhacken.se    |
| 34 | Mittfältare           | Sverige | Pavle Vagic          | 18    | Jönköpings Södra | Lån                                                          | Sommar          | mff.se         |

### Spelarstatistik
| Nummer | Position | Namn                   | Allsvenskan 2018 | Allsvenskan 2018 | Svenska Cupen 2017/18 (Gruppspel och slutspel) | Svenska Cupen 2017/18 (Gruppspel och slutspel) | Champions League 2018/2019 (Kvalspel) | Champions League 2018/2019 (Kvalspel) | Europa League 2018/2019 (Kvalspel och gruppspel) | Europa League 2018/2019 (Kvalspel och gruppspel) | Totalt  | Totalt |
| Nummer | Position | Namn                   | Matcher          | Mål              | Matcher                                        | Mål                                            | Matcher                               | Mål                                   | Matcher                                          | Mål                                              | Matcher | Mål    |
| ------ | -------- | ---------------------- | ---------------- | ---------------- | ---------------------------------------------- | ---------------------------------------------- | ------------------------------------- | ------------------------------------- | ------------------------------------------------ | ------------------------------------------------ | ------- | ------ |
| 1      | MV       | Walter Viitala         | 0                | 0                | 0                                              | 0                                              | 0                                     | 0                                     | 0                                                | 0                                                | 0       | 0      |
| 2      | F        | Eric Larsson           | 13 (2)           | 0                | 3 (2)                                          | 0                                              | 6                                     | 1                                     | 0 (2)                                            | 0                                                | 22 (6)  | 1      |
| 3      | F        | Egzon Binaku           | 8 (5)            | 0                | 1 (3)                                          | 0                                              | 0 (1)                                 | 0                                     | 0                                                | 0                                                | 9 (9)   | 0      |
| 4      | F        | Behrang Safari         | 13 (1)           | 0                | 5                                              | 0                                              | 4 (1)                                 | 0                                     | 2                                                | 0                                                | 24 (2)  | 0      |
| 5      | MF       | Sören Rieks            | 17 (1)           | 6                | 6                                              | 0                                              | 6                                     | 0                                     | 2                                                | 0                                                | 31 (1)  | 6      |
| 6      | MF       | Oscar Lewicki          | 18               | 0                | 5                                              | 0                                              | 4 (2)                                 | 0                                     | 2                                                | 0                                                | 29 (2)  | 0      |
| 7      | MF       | Fouad Bachirou         | 10 (2)           | 0                | 6                                              | 0                                              | 5                                     | 0                                     | 2                                                | 0                                                | 23 (2)  | 0      |
| 8      | MF       | Arnór Ingvi Traustason | 11 (2)           | 2                | 3 (2)                                          | 1                                              | 4                                     | 2                                     | 0 (2)                                            | 0                                                | 18 (6)  | 5      |
| 9      | A        | Markus Rosenberg       | 13 (4)           | 9                | 2 (3)                                          | 1                                              | 5                                     | 1                                     | 2                                                | 2                                                | 22 (7)  | 13     |
| 10     | A        | Carlos Strandberg      | 11 (4)           | 6                | 5                                              | 2                                              | 5                                     | 3                                     | 0                                                | 0                                                | 21 (4)  | 11     |
| 11     | A        | Alexander Jeremejeff   | 8 (5)            | 1                | 5 (1)                                          | 2                                              | 1 (1)                                 | 0                                     | 0                                                | 0                                                | 14 (7)  | 3      |
| 11     | A        | Guillermo Molins       | 0                | 0                | 0                                              | 0                                              | 0                                     | 0                                     | 0                                                | 0                                                | 0       | 0      |
| 14     | MF       | Anders Christiansen    | 3 (1)            | 1                | 0                                              | 0                                              | 4                                     | 1                                     | 2                                                | 0                                                | 9 (1)   | 2      |
| 17     | F        | Rasmus Bengtsson       | 6 (1)            | 0                | 4 (1)                                          | 1                                              | 5                                     | 0                                     | 2                                                | 0                                                | 17 (2)  | 1      |
| 18     | MF       | Romain Gall            | 3 (1)            | 2                | 0                                              | 0                                              | 0 (2)                                 | 0                                     | 0                                                | 0                                                | 3 (3)   | 2      |
| 20     | MF       | Bonke Innocent         | 4 (3)            | 0                | 0 (1)                                          | 0                                              | 1 (2)                                 | 0                                     | 0                                                | 0                                                | 5 (6)   | 0      |
| 21     | MF       | Kingsley Sarfo         | 0                | 0                | 1                                              | 0                                              | 0                                     | 0                                     | 0                                                | 0                                                | 1       | 0      |
| 22     | F/MF     | Isak Ssewankambo       | 1 (4)            | 0                | 0                                              | 0                                              | 0                                     | 0                                     | 0                                                | 0                                                | 1 (4)   | 0      |
| 23     | A        | Marcus Antonsson       | 3 (2)            | 2                | 0                                              | 0                                              | 1 (3)                                 | 0                                     | 2                                                | 2                                                | 6 (5)   | 4      |
| 24     | F        | Lasse Nielsen          | 17               | 0                | 6                                              | 1                                              | 6                                     | 0                                     | 2                                                | 0                                                | 31      | 1      |
| 26     | F        | Andreas Vindheim       | 5 (1)            | 1                | 3 (1)                                          | 0                                              | 0 (3)                                 | 0                                     | 2                                                | 0                                                | 10 (5)  | 1      |
| 27     | MV       | Johan Dahlin           | 15               | 0                | 6                                              | 0                                              | 6                                     | 0                                     | 2                                                | 0                                                | 29      | 0      |
| 29     | MV       | Fredrik Andersson      | 4                | 0                | 0                                              | 0                                              | 0                                     | 0                                     | 0                                                | 0                                                | 4       | 0      |
| 30     | MV       | Mathias Nilsson        | 0                | 0                | 0                                              | 0                                              | 0                                     | 0                                     | 0                                                | 0                                                | 0       | 0      |
| 31     | F        | Franz Brorsson         | 12 (2)           | 0                | 2 (1)                                          | 0                                              | 2 (2)                                 | 0                                     | 0 (2)                                            | 0                                                | 16 (7)  | 0      |
| 32     | MF       | Mattias Svanberg       | 12               | 2                | 4 (2)                                          | 1                                              | 0                                     | 0                                     | 0                                                | 0                                                | 16 (2)  | 3      |
| 34     | MF       | Pavle Vagic            | 0 (1)            | 0                | 0                                              | 0                                              | 0                                     | 0                                     | 0                                                | 0                                                | 0 (1)   | 0      |
| 35     | MF       | Samuel Adrian          | 1 (8)            | 0                | 0                                              | 0                                              | 1 (1)                                 | 0                                     | 0                                                | 0                                                | 2 (9)   | 0      |
| 38     | MF       | Laorent Shabani        | 0                | 0                | 0                                              | 0                                              | 0                                     | 0                                     | 0                                                | 0                                                | 0       | 0      |
| 39     | MF       | Felix Konstandeliasz   | 0 (3)            | 0                | 0                                              | 0                                              | 0                                     | 0                                     | 0                                                | 0                                                | 0 (3)   | 0      |
| 40     | F        | Hugo Andersson         | 1 (1)            | 1                | 0                                              | 0                                              | 0                                     | 0                                     | 0                                                | 0                                                | 1 (1)   | 1      |

Matcher och mål uppdaterade t.o.m. 30 augusti 2018.